# Noein
Noein: To your other self (ノエイン もうひとりの君へ, Noein: Mō Hitori no Kimi e) és una sèrie anime, dirigida per Kazuki Akane i Kenji Yasuda i produïda per Satelight. La sèrie té 24 episodis
La versió en anglès, distribuïda per Manga Entertainment, va tenir el seu últim rellançament en Amèrica del Nord el 18 de setembre de 2007. En el Regne Unit, els tres primers volums es van vendre individualment, mentre que la resta podien ser adquirits com a part d'una col·lecció.

## Argument
Quinze anys en el futur, té lloc una violenta batalla entre dues "Espai-Temps": La'cryma, un possible futur del nostre propi univers en el qual s'ha desenvolupat una tecnologia de ficció basada en la física quàntica i Shangri'la, una dimensió amb la intenció de destruir tot el temps i l'espai. La clau per a detenir la invasió Shangri'l'és un misteriós objecte conegut com el "Torque de Drac" (竜のトルク, Ryū no Toruku). Un grup conegut com els "Cavallers de Drac" és enviat a través de l'espai i el temps per a trobar-lo. En el present, una xiqueta de dotze anys dita Haruka i el seu amic Iū es troben, després d'escapar-se de casa, amb un d'aquests cavallers, dita Karasu. Aquest creu que Haruka és el "Torque de Drac".

## Aspectes de la Sèrie
El plantejament de la sèrie utilitza conceptes coneguts de la física com "espaitemps". El "Torque del Drac" d'Haruka té forma de Uróboros, fent al·lusió a aquesta relació d'espai i temps.
*Noein fa ús d'interpretacions actuals de la mecànica quàntica, particularment la Teoria dels universos múltiples d'Hugh Everett que considera l'univers com una ramificació cap a una infinitat de possibles estats de diversa probabilitat cadascun. També al·ludeix a la Interpretació de Copenhaguen, el que suggereix que un observador o el mesurament és important per a determinar la probabilitat i coherència de cadascun d'aquests estats. En l'anime, Haruka posseeix la condició de "Suprem observador", cosa que li permet determinar el resultat d'un esdeveniment només mitjançant la "observació" d'un dels futurs possibles d'aquesta.
En l'episodi 11, Uchida explica al seu guardaespatles Kōriyama l'experiment del gat de Schrödinger, un supòsit teòric en el qual un gat es troba tancat en una caixa juntament amb un flascó de gas verinós. La caixa disposaria de mecanisme activat per la desintegració d'una partícula radioactiva que té un 50% de probabilitats de fer-lo, en aquest cas s'alliberaria el verí i el gat moriria, o romandre estable sense que el gat patisca dany. Podem dir que el gat està suspès ambiguament ("existint una superposició") entre la vida i la mort abans de ser observat, ja que després de realitzar l'observació es veurà només un dels possibles estats als quals està destinat, forçant el col·lapse d'una de les dues opcions que existien prèviament. Durant la mateixa conversa també parafraseja a Albert Einstein: "Déu no juga als daus."

## Llista d'Episodis
1. Neu Blava
2. Fugida
3. Caça
4. Amic
5. I llavors...
6. Dimensió de llàgrimes
7. Bella persona
8. Secret
9. Més enllà del temps
10. Una Nit Turmentosa
11. Desconnectat
12. Batalla
13. Desig
14. Memòria
15. Shangri'la
16. Repetició
17. Dilema
18. Malson
19. Record
20. Una vegada més
21. Il·lusió
22. Cap al futur
23. Final
24. Inici